# Weihnachtsoratorium

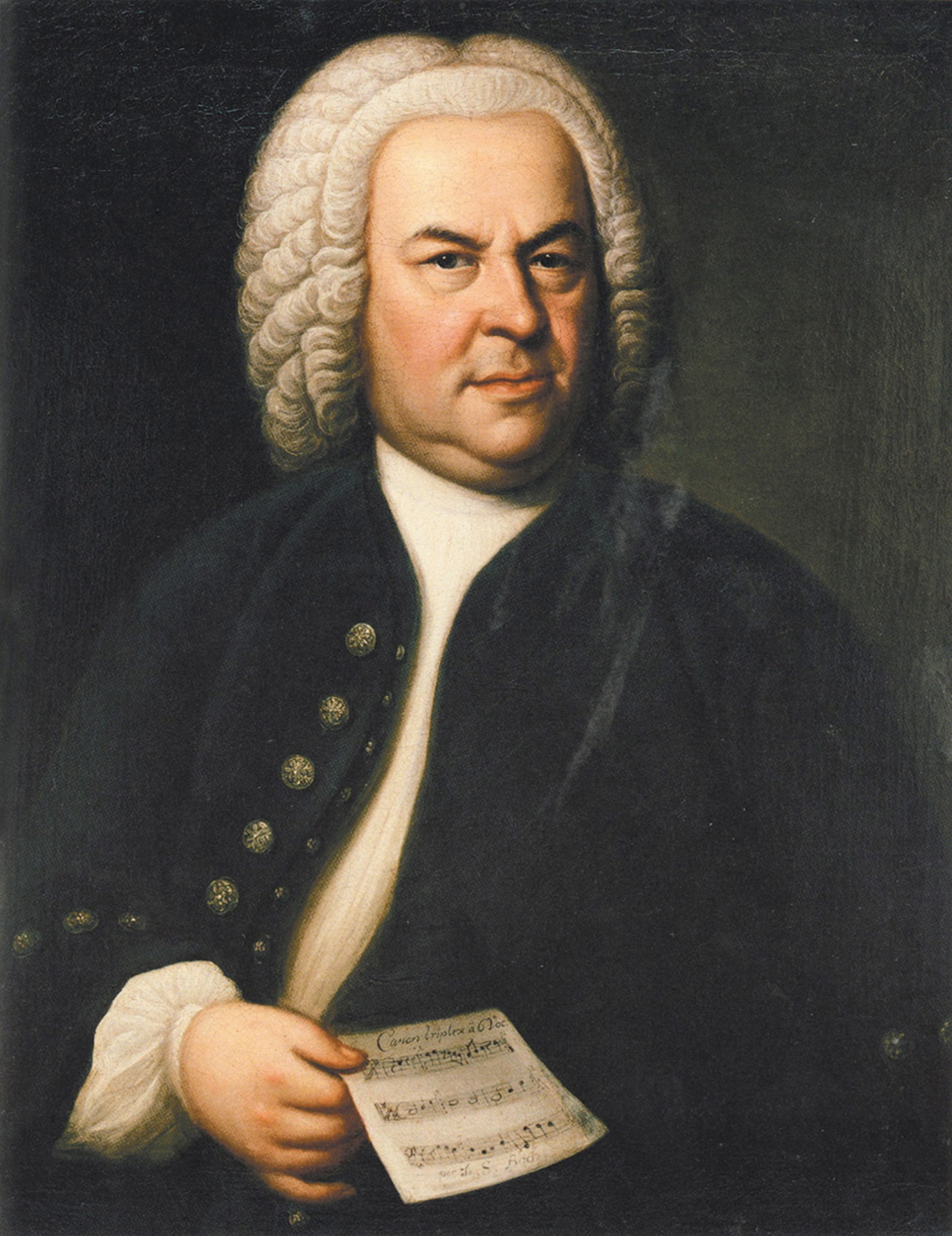
Johann Sebastian Bach

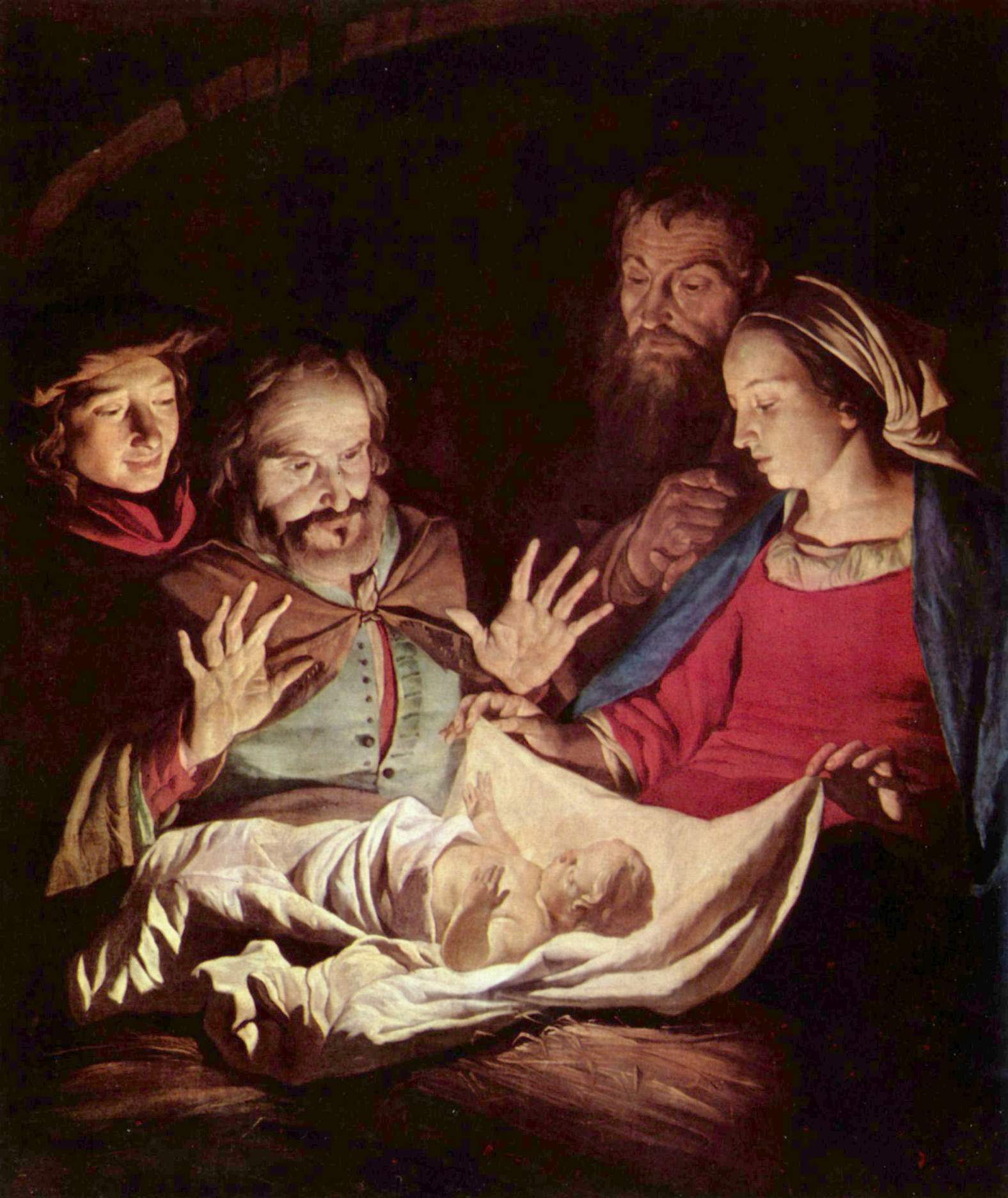
Aanbidding van Christus - Matthias Stom

Het Weihnachtsoratorium (BWV 248) (Kerstoratorium; Oratorium Tempore Nativitatis Christi) is een oratorium, bestaande uit zes afzonderlijke, maar inhoudelijk verbonden werken, soms aangeduid als cantates, waarvan de muziek is geschreven door Johann Sebastian Bach voor de periode van kerst 1734 tot en met Driekoningen 1735. De teksten zijn ontleend aan het Evangelie volgens Lucas en het Evangelie volgens Matteüs, en waarschijnlijk geschreven door librettist Picander (pseudoniem van Christian Friedrich Henrici).

## Cantate en oratorium
De zes delen van dit 'Oratorium' functioneerden als cantate gedurende de zes vieringen die in de kersttijd (tussen 25 december en 6 januari) in Leipzig werden uitgevoerd. Toch is het volgens Alfred Dürr onjuist om, zoals wel gebeurt, de afzonderlijke delen van het Kerstoratorium als cantate aan te duiden. Ook al werden ze apart uitgevoerd, ze staan niet los van elkaar. Ook Bach spreekt niet van cantate, maar van deel. Bach en de librettist leggen ook geen verband met de Bijbelpassages die voor de betreffende dag voorgelezen moesten worden - wat bij een cantate meestal wel het geval is - om een continue verhaallijn tussen de delen te behouden (zie onderdeel Tekst).

## Bron
Het Kerstoratorium ontstond in dezelfde periode als de twee andere werken die Bach als oratorium aanduidde: het Hemelvaartoratorium en het Paasoratorium. De drie oratoria hebben een doorlopende actie gemeen. In het Paasoratorium wordt dit bereikt door de introductie van een quasi-dramatisch spel van mensen die 'live' verslag doen van de Opstanding en de emoties die dat bij hen veroorzaakt. In het Kerst- en Hemelvaartoratorium is er een verteller, de evangelist. In alle drie werken maakt Bach gebruik van composities uit voorgaande jaren: het Paasoratorium kwam voort uit één enkele verjaardagscantate (Entfliehet, verschwindet, entweichet, ihr Sorgen, BWV 249a), waarvoor, naast het gebruik van een andere tekst, de aria's en het koor werden bewerkt en nieuwe recitatieven werden gecomponeerd; het Kerst- en Hemelvaartoratorium werden samengesteld uit verschillende werken van verschillende soort.
Toen Bach het oratorium componeerde had hij waarschijnlijk de populaire voorbeelden van de Weihnachtshistorien van Sebastian Knüpfer (Von Himmel hoch da komm ich her) en Johann Schelle (Actus musicus auf Weyh-Nachten) voor ogen. Een belangrijke voorloper van de Weihnachtshistorien van Knüpfer en Schelle was de Historie der Geburt Christi (SWV 435) die Heinrich Schütz in 1664 schreef. Ook tijdgenoten van Bach schreven Kerstoratoria, zoals Johann Heinrich Rolle (Oratorium auf die Geburt unsers Heilandes Jesu Christi) en Carl Heinrich Graun (Oratorium in Festum Nativitatis Christi).
Een aanzienlijk aantal delen van het Kerstoratorium zijn gemaakt door de tekst van eerder gecomponeerde wereldlijke cantates te veranderen:
- Tönet, ihr Pauken! Erschallet, Trompeten! (BWV 214), Felicitatiecantate voor de verjaardag van Keurvorstin-Koningin Maria Josepha op 8 december 1733 (daaruit de oratoriumdelen 1, 8, 15, 24) - dit verklaart ook de begeleiding met pauken en trompetten.
- Laßt uns sorgen, laßt uns wachen. Herkules auf dem Scheidewege (BWV 213), cantate voor de verjaardag van de Keurprins Friedrich Christian op 5 september 1733 (daaruit de oratoriumdelen 4, 19, 29, 36, 39, 41)
- Een verloren geestelijke cantate (BWV 248a) voor een niet bekende bestemming (daaruit de oratoriumdelen 54, 56, 57, 61-64)
- Preise dein Glücke, gesegnetes Sachsen (BWV 215) (hieruit het oratoriumdeel 47)
- Een verloren cantate (hieruit het oratoriumdeel 51)
- Lasset uns nun gehen gen Bethlehem en Wo ist der neugeborne König zijn mogelijk bewerkingen van Ja nicht auf das Fest en Pfui dich uit de (verloren gegane) Markus-Passion uit 1731.

De eerste vier delen van het oratorium zijn dus vooral gebaseerd op de drie wereldlijke cantates, de vijfde is vrijwel helemaal origineel en de zesde is op een enkele, verloren gegane kerkcantate gebaseerd. Met het opnemen van grote delen uit de drie (gelegenheids)cantates in het Kerstoratorium kon Bach ze tevens verduurzamen. Belangrijke redenen voor Bach om deze cantates te kiezen waren de kwaliteit ervan en het feestelijke karakter, dat eenvoudig te vertalen was naar het kerstverhaal.

## Tekst

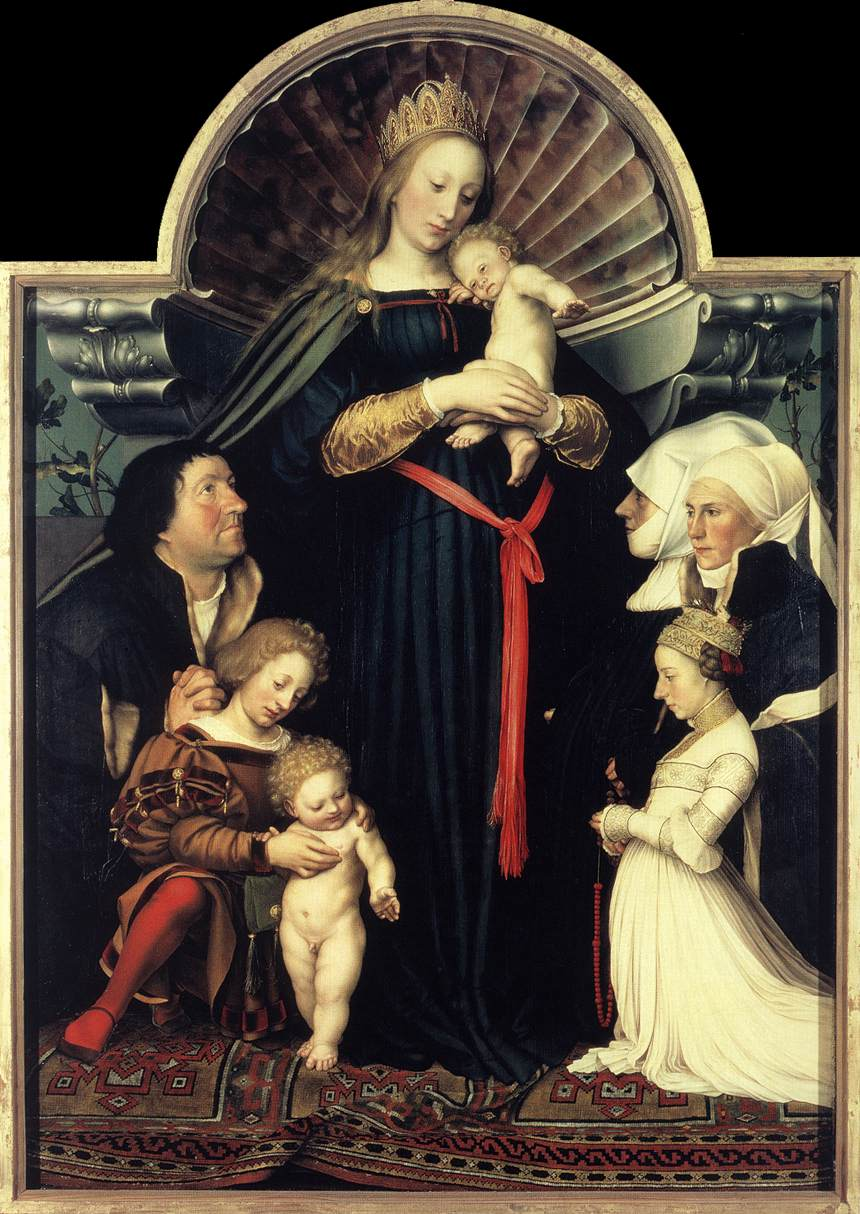
Darmstädter Madonna - Hans Holbein de Jonge

Tekstanalyse en tekstpatronen wijzen op een overeenstemming tussen de tekst van het Kerstoratorium en de teksten van de wereldlijke cantates waar het Kerstoratorium een parodie van is. Onduidelijk is waarom Picander de teksten niet heeft opgenomen in zijn vijfdelige tekstverzameling; mogelijk heeft de grote invloed van Bach op de tekst hem ervan weerhouden de teksten op te nemen in een verzameling eigen werk.
Met het gebruik van Bijbelse passages en een Evangelist sluit Bachs Kerstoratorium aan bij de Lutherse historia en de passie-oratoria. De zes delen waaruit het oratorium bestaat en die bestemd waren voor de zes feestdagen tussen kerst en Driekoningen, vervingen de cantates die anders uitgevoerd zouden zijn geweest.
De belangrijkste teksten voor kerst zijn die over de geboorte van Christus, de belevenissen van de herders, de naamgeving en de wijzen (Lucas 2:1-20 en Matteüs 2:1-12) De teksten van Lucas en Matteüs hebben beide niet veel dramatische dialoog tussen personen of groepen; daarmee ligt de nadruk in het oratorium meer op het vertellen en op de contemplatie. De verdeling in de oratoriumtekst volgt in het algemeen de voorgeschreven lezingen uit het Evangelie, maar niet in alle onderdelen. Johannes 1:1-14 voor de derde kerstdag, behoort niet direct bij de kerstboodschap, evenals de Bijbellezing voor de zondag na Nieuwjaar (Matteüs 2:13-23) over de vlucht naar Egypte, die wel aan het slot had kunnen worden geplaatst, maar niet vóór de vertelling over de drie wijzen, die te eng is verbonden met het feest Driekoningen om haar ervan te scheiden.
Als 'opvulling' van de weggevallen teksten wordt de traditionele lezing van de eerste kerstdag verdeeld over de eerste en de tweede feestdag, de lezing van de tweede kerstdag verschoven naar de derde feestdag en het verhaal van de wijzen verdeeld over de zondag na kerst en Driekoningen. Voordeel hiervan is dat de verkondiging van Christus' geboorte aan de herders een eigen deel krijgt toebedeeld (tweede deel), waarin de herderlijke sfeer (beginnend met Bachs beroemde Hirtenmusik) door instrumentatie en toonaardkeus tot uitdrukking kan worden gebracht.
De muziekstijl hangt samen met de drie afzonderlijke tekstniveaus van het werk: het Bijbelse woord, koraalverzen en vrije teksten. 
- Het Bijbelse woord wordt door de Evangelist (een tenorpartij) secco gezongen, dat wil zeggen als een recitatief begeleid door alleen continuo akkoorden. Ander gesproken woord is niet in seccovorm. Zo begint de engel (sopraan) zijn verkondigende woorden in deel twee (Fürchte euch nicht) met een door violen begeleid recitatief, wat het belang van de mededeling beklemtoont, maar het vervolg van de verkondiging door de Evangelist is dan weer een secco-recitatief. In deel vijf begint de Evangelist in secco-stijl, maar de oudtestamentische woorden van de profeten: "Und du Bethlehem", worden arioso uitgevoerd.
- Het spreken van meerdere personen is als regel in de vorm van koren (uitgezonderd de genoemde tekst van de hogepriesters), zoals bv. in Ehre sei Gott in der Höhe in deel twee, de woorden van de herders in deel drie (Lasset uns nun gehen gen Bethlehem) en die van de Drie Wijzen in deel vijf (Wo ist der neugeborne König der Jüden?). Bij koordelen op vrije teksten bepaalt de concertvorm de vorm en de opbouw, terwijl de koren op Bijbelteksten in motetvorm zijn, waarbij de instrumenten de zangstemmen volgen of niet-thematisch begeleiden.
- De vrije teksten zijn voor recitatieven, aria's en koren. Bach benadrukt het meditatieve, beschouwelijke karakter van de recitatieven door de accompagnato-stijl (uitgezonderd So recht, ihr Engel, jauchzt und singet in deel twee), wat ze daarmee tevens onderscheidt van de secco-recitatieven van de Evangelist. De aria's hebben, zoals in Bachs andere werken, hun eigen karakter, dat ze verheft boven de stereotiepe modellen uit dezelfde tijd: virtuoos in Schließe, mein Herze, krachtig in Großer Herr, o starker König, dansant in Bereite dich Zion en Nur ein Wink von seinen Hände en met fugawerking in Ich will nur dir zu Ehren leben. De koren op vrije teksten doen niet onder voor de aria's: levendig en concertant (Jauchzet, frohlocket; Fallt mit Danken; Ehre sei dir, Gott, gesungen), dansant (Herrscher des Himmels) of met fuga-elementen (Herr, wenn die stolzen Feinde schnauben).

## Uitvoering

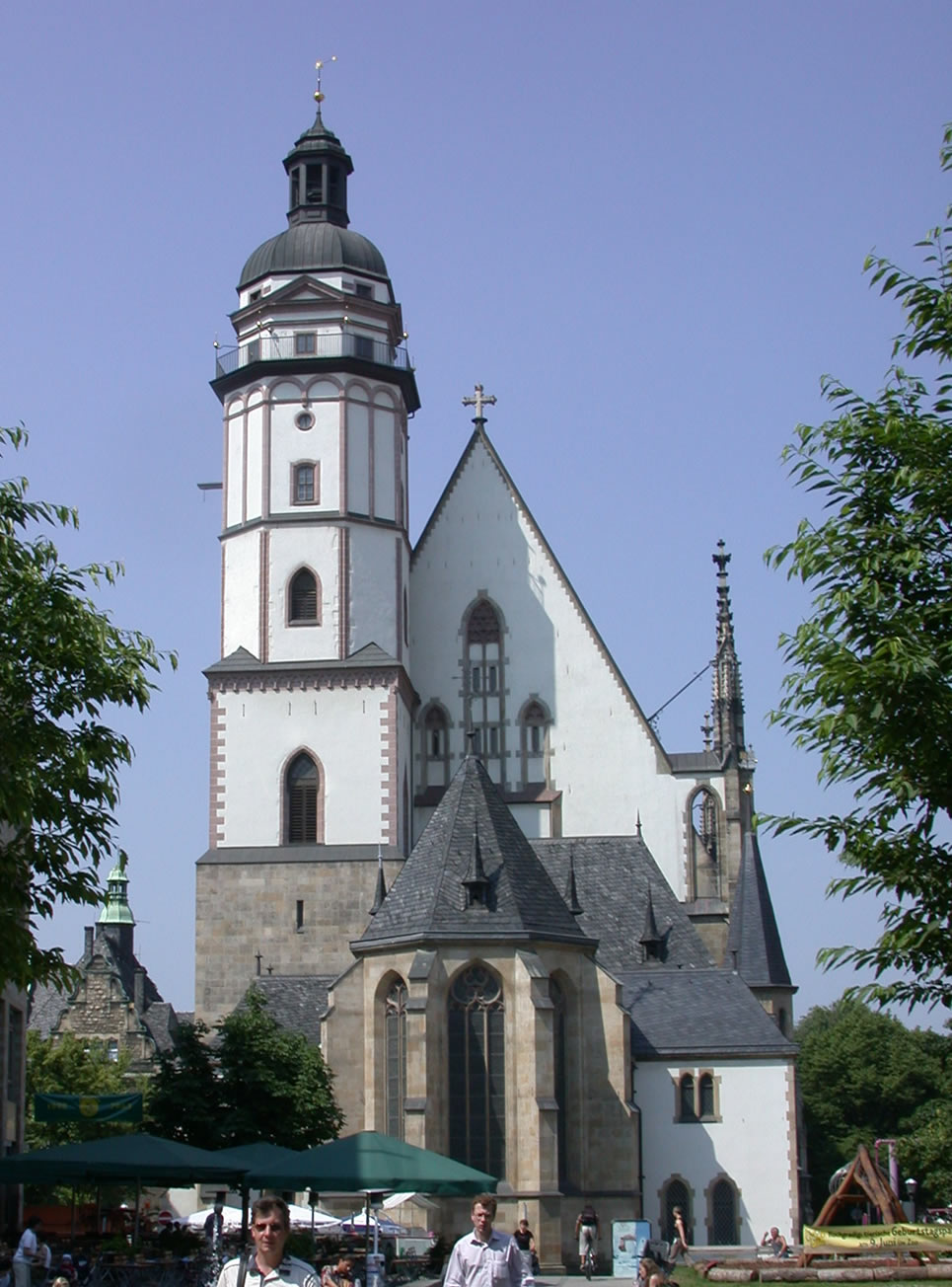
Thomaskerk te Leipzig

### Uitvoering door Bach
Het werk is in 1734 ontstaan. Dat bewijst de datering op de autograaf en de bewaard gebleven eerste druk. Die eerste druk geeft ook uitsluitsel over de plaats en tijd waar het werk werd uitgevoerd. Deel 1 werd Frühe (d.i. in de ochtend) zu St. Nicolai, de hoofdkerk van Leipzig, uitgevoerd, waar hoofddominee Deyling predikte, en Nachtmittage zu St. Thomae. De volgende dag was de situatie omgekeerd: deel 2 werd 's morgens in de Thomaskerk uitgevoerd en 's middags in de Nikolaikerk. Deel 3 en 5 verliepen overeenkomstig de gewone zondagen: slechts één uitvoering, en die was in de Nikolaikerk. De delen 4 en 6, voor feestdagen – nieuwjaarsdag (besnijdenis) en Driekoningen – zijn weer tweemaal uitgevoerd: 's morgens in de Thomas- en 's middags in de Nikolaikerk.
In 1734 viel de zondag na kerst op de tweede kerstdag, en daarom is er geen speciaal deel voor deze zondag. Hieruit blijkt de toen geldende praktijk: een componist schreef niet met de gedachte een kunstwerk te schrijven dat voor altijd gebruikt moest worden, maar hij ging uit van de eisen van het moment. Een oratoriumdeel voor deze zondag werd daarom niet achter de hand gehouden voor toekomstig gebruik. Evenmin kon deel 5 (de zondag na Nieuwjaar) weggelaten worden in jaren zonder een zondag na Nieuwjaar: qua inhoud is dat deel onmisbaar.

### Uitvoeringen in onze tijd
Bachs oratorium voor de kersttijd neemt tegenwoordig een prominente plaats in binnen de concertpraktijk, te vergelijken met die van Bachs beide passies, de Johannes-Passion en de Matthäus-Passion. 
Er zijn in Nederland in de kersttijd overal uitvoeringen van (delen van) Bachs Kerstoratorium, door zowel professionele, al dan niet in barokmuziek gespecialiseerde, ensembles en solisten als door regionale oratoriumverenigingen en (semi-)amateurensembles. Het werk stelt namelijk, zoals bij al Bachs werk, zeer hoge eisen aan de uitvoerders: complexe, meerstemmige koordelen en virtuoze solozang en –begeleiding. Desalniettemin geeft het grote aantal uitvoeringen van het oratorium aan welke grote populariteit het werk geniet en die populariteit blijft niet beperkt tot de liefhebbers van barokmuziek. Ook het Nederlands Kamerkoor voert Bachs Kerstoratorium in deze periode jaarlijks uit, telkens met een ander barokorkest.
Veelgehoorde hedendaagse uitvoeringen zijn gebaseerd op het streven naar een interpretatie die op een zo "historisch" mogelijke manier gebruik zou horen te maken van articulatie, frasering, tempi, en die op kopieën van door Bach gebruikte instrumenten gespeeld worden. Wat de vocale bezetting betreft werd er binnen deze historiserende benadering aanvankelijk gebruikgemaakt van uitsluitend mannenstemmen (dus ook voor sopraan- en altpartijen, door respectievelijk jongenssopranen en mannenalten of contratenoren; zie Nikolaus Harnoncourt en Gerhard Schmidt-Gaden), maar tegen het eind van de 20e eeuw is er meer en meer een tendens om in elk geval voor de sopraanpartijen vrouwenstemmen te gebruiken (Jacobs, Herreweghe), en soms ook voor de altpartijen (Koopman).

## Opbouw van het oratorium

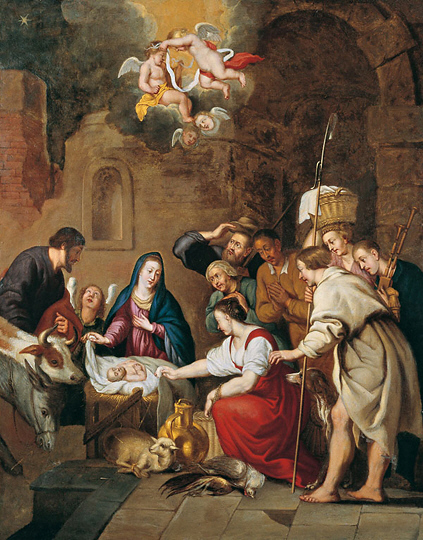
Geboorte van Christus - Anoniem 18e-eeuws schilderij

Het Weihnachtsoratorium omvat koren, aria’s en recitatieven. In tegenstelling tot bijvoorbeeld de Matthäus-Passion komen in het Weihnachtsoratorium geen grote koraalbewerkingen voor.
Het Weihnachstoratorium bestaat uit zes delen:
1. Eerste deel: Jauchzet, frohlocket, auf, preiset die Tage (voor de eerste kerstdag)
2. Tweede deel: Und es waren Hirten in derselben Gegend (voor de tweede kerstdag)
3. Derde deel: Herrscher des Himmels, erhöre das Lallen (voor de derde kerstdag)
4. Vierde deel: Fallt mit Danken, fallt mit loben (voor nieuwjaarsdag)
5. Vijfde deel: Ehre sei dir, Gott, gesungen (voor de zondag na Nieuwjaar)
6. Zesde deel: Herr, wenn die stolzen Feinde schnauben (voor Driekoningen)

Dat de oratoriumdelen een profane voorgeschiedenis hadden was geen bezwaar, aangezien het ambt van regerende vorsten door God gegeven was en los stond van hun persoon en hun (wan)daden. Voor vorsten geschreven muziek kon daarom zonder probleem worden gebruikt voor Christus-Koning. De nadruk op hofdansen als model voor de meeste koren en aria's is daarom ook door de bestemming van de oorspronkelijke cantates te verklaren. De meerderheid is in driedelige maat geschreven, voor de zowel vlotte beweging van de passepied als het meer statige menuet.
De eerste drie delen vormen een eenheid, symmetrisch geordend. Het eerste en derde deel gebruiken trompetten en pauken, terwijl in het pastorale tweede deel houtblazers de nadruk krijgen en er aan de fluiten en hobo's twee lage oboe da caccia's zijn toegevoegd. De eenheid wordt afgesloten door het openingskoor van deel drie aan het eind te herhalen. 
- de openingskoren van deel een en drie staan in de 3/8-maat van de passepied;
- in elk van de eerste drie delen is de eerste aria als menuet gecomponeerd: Bereite dich Zion, Frohe Hirten, eilt en Herr, dein Mitleid. In tegenstelling tot de in die tijd traditionelere 4/4-maat zijn de daarop volgende aria's alle in 2/4-maat, 'galant', met korte frasen en met veel syncopen: Großer Herr, o starker König, Schlafe, mein Liebster en Schließe, mein Herze.[3]

De drie andere delen zijn wat zelfstandiger, mede omdat ze voor uiteenliggende dagen zijn gecomponeerd (nieuwjaar, de zondag na nieuwjaar en Driekoningen). Het Lucasevangelie komt nog slechts terug in een kort fragment over de besnijdenis van Christus; de rest van het Bijbelverhaal is uit Matteüs afkomstig. Ook in deze delen overheerst de galante stijl van de wereldlijke cantate.

## Eerste deel (voor eerste kerstdag - Feria 1 Nativitatis Christi)
Deel 1 t/m 9 van het Kerstoratorium

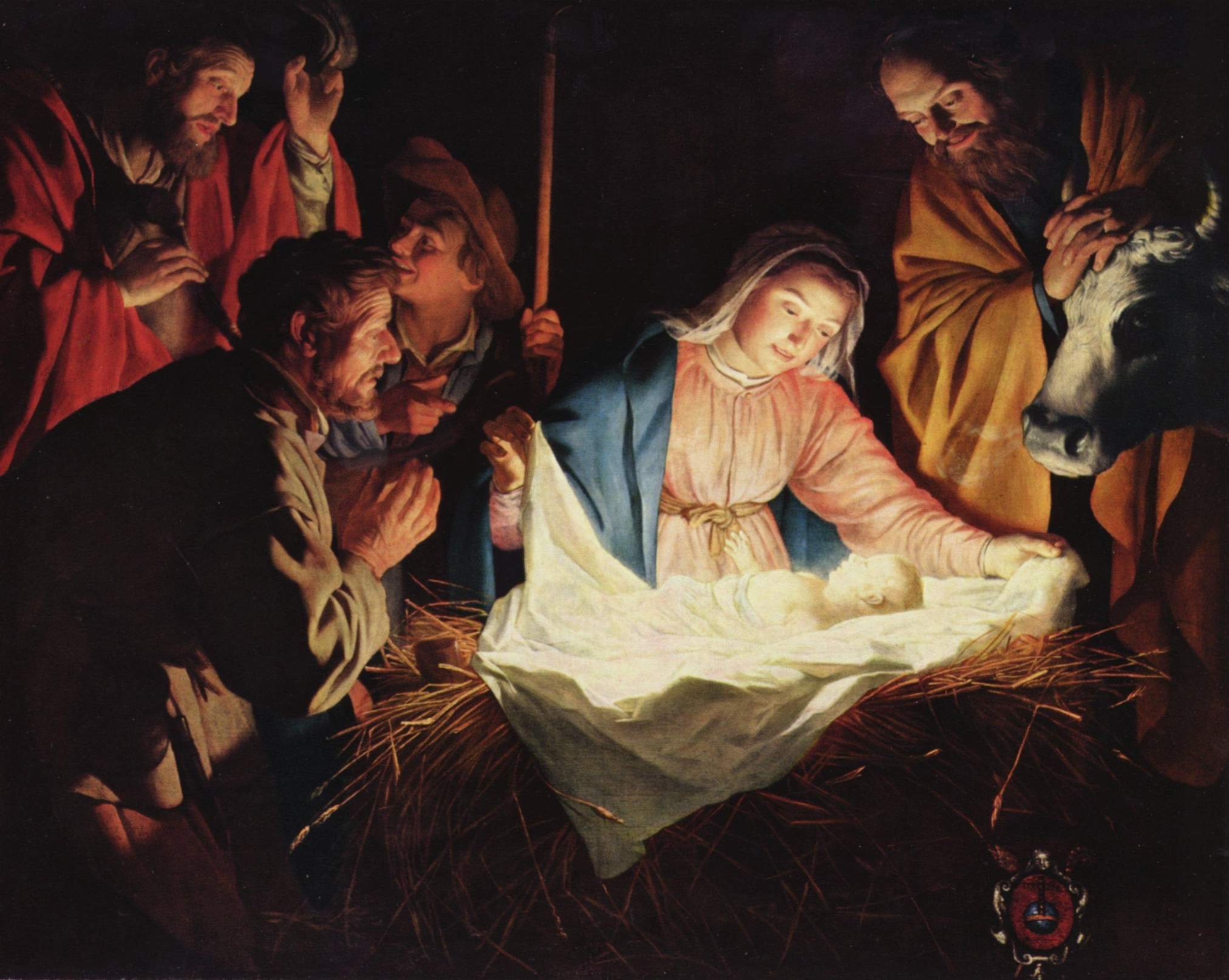
Geboorte van Chistus - Gerard van Honthorst

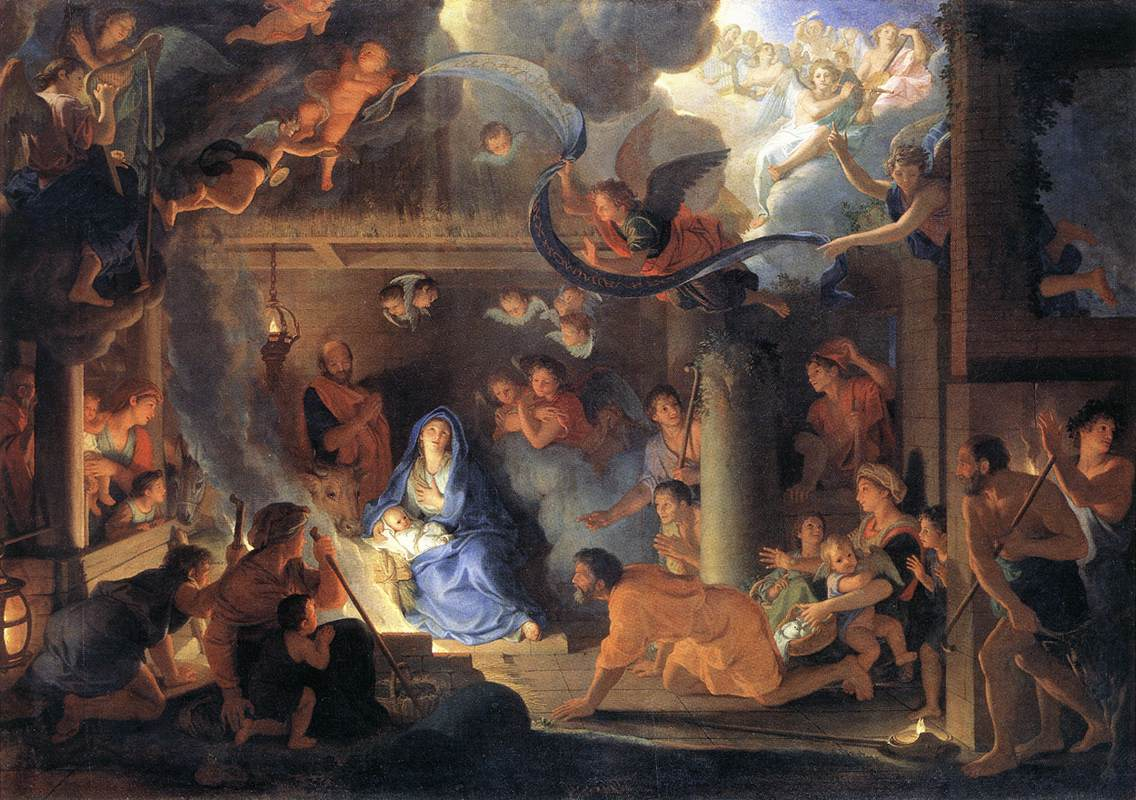
Geboorte van Christus - Charles Le Brun

Jauchzet, frohlocket, auf, preiset die Tage is geschreven voor eerste kerstdag.
Na een ferme inleiding door de pauken, roept het koor op tot jubelen en zang voor wat God voor de mens heeft bereid. Dit eerste deel van het oratorium beschrijft de tocht die Jozef en Maria naar Bethlehem maakten om te voldoen aan het gebod van Keizer Augustus dat een ieder naar zijn eigen stad moest gaan voor belastingheffing. Het recitatief en de dansante aria van de alt kondigen na het openingskoor verheugd de komst van Christus aan, die vervolgens in het koraal en de recitatieven beschreven wordt, met daarin vermeld het doel en het heil dat zijn komst over de aarde zal brengen. Met een krachtige en stralende aria bezingt de bas, begeleid door natuurtrompetten, hoe het belang van de komst van de brenger van al dit goeds in contrast staat tot de schamele ontvangst op aarde.

### Opbouw
1. Koor: Jauchzet, frohlocket, auf, preiset die Tage
2. Evangelist (tenor): Es begab sich aber zu der Zeit (Lucas 2:1 en 2:3-6: In die tijd kondigde keizer Augustus een decreet af dat alle inwoners van het rijk zich moesten laten inschrijven. Iedereen ging op weg om zich te laten inschrijven, ieder naar de plaats waar hij vandaan kwam. Jozef ging van de stad Nazareth in Galilea naar Judea, naar de stad van David die Bethlehem heet, aangezien hij van David afstamde, om zich te laten inschrijven samen met Maria, zijn aanstaande vrouw, die zwanger was. Terwijl ze daar waren, brak de dag van haar bevalling aan.)
3. Recitatief (alt): Nun wird mein liebster Bräutigam
4. Aria (alt): Bereite dich Zion
5. Koraal: Wie soll ich dich empfangen
6. Evangelist (tenor): Und sie gebar ihren ersten Sohn (Lucas 2:7: En ze bracht een zoon ter wereld, haar eerstgeborene. Ze wikkelde hem in een doek en legde hem in een voederbak, omdat er voor hen geen plaats was in het nachtverblijf van de stad.)
7. Koraal & Recitatief (sopraan, bas): Er ist auf Erden kommen arm – Wer will die Liebe recht erhöhn
8. Aria (bas): Großer Herr, o starker König
9. Koraal: Ach mein herzliebes Jesulein

Tekst Jauchet, frohlocket, auf, preiset die Tage

## Tweede deel (voor tweede kerstdag - Feria 2 Nativitatis Christi)

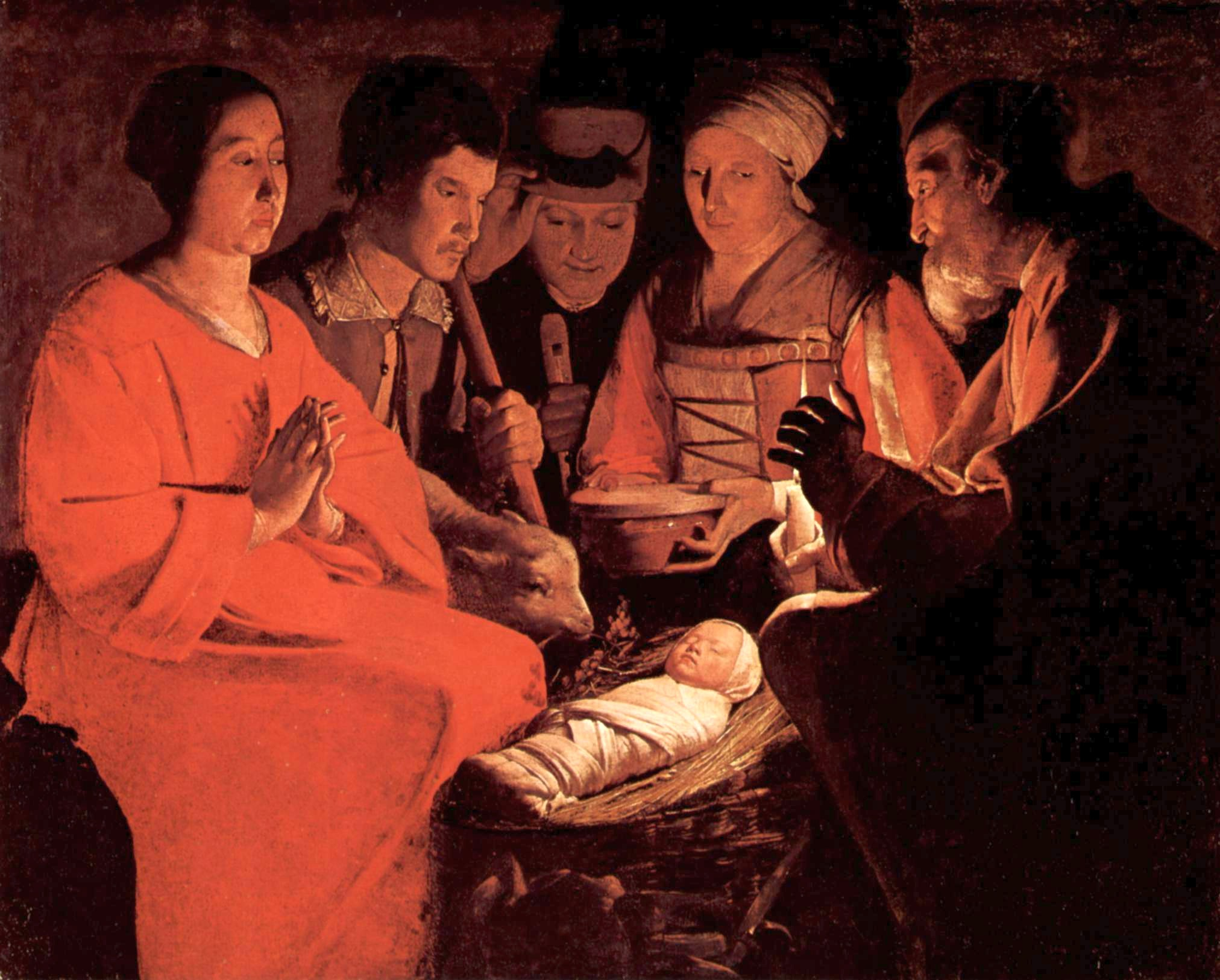
Aanbidding door de herders - Georges de La Tour

Deel 10 t/m 23 van het Kerstoratorium
Und es waren Hirten in derselben Gegend is geschreven voor tweede kerstdag. De recitatieven, aria's en koorzangen vertellen vol vreugde van de engelen die de geboorte van Jezus aan de herders verkondigen. De cantate begint met een instrumentale pastorale (Sinfonia), de Hirtenmusik (de muziek van de herders), in een wiegende 12/8-maat, met de melancholieke klank van de oboe d'amores en oboe da caccia's om het pastorale karakter te benadrukken. De sinfonia is in de stijl van de Italiaanse orkestpastorale en vormt een brug tussen het expressieve eerste deel naar het intiemere tweede deel. De sinfonia is een dubbelkorig stuk waarbij de engelen (de strijkers en fluiten) met de herders (de hobo's) in dialoog zijn. Ook de tenoraria heeft door de begeleiding van fluiten een pastoraal karakter. Precies midden in deze cantate valt het koraal Schaut hin, dort liegt in finstern Stall. Dit koraal is een lage toonzetting geschreven om de nederigheid van de mens uit te drukken. Het pièce de résistance – misschien van het hele oratorium met zijn duur van ongeveer tien minuten - is de altaria Schlafe, mein liebster, genieße der Ruh, een wiegelied voor het Christuskind. Het koor Ehre sei Gott is met de Sinfonia een van de weinige speciaal voor het oratorium geschreven stukken. Ehre sei Gott is een soort concertant motet (dirksen), met de nadruk op veelstemmigheid en rijke harmoniek met vier hobo's voor de pastorale klank. In het slotkoraal Wir singen dir in deinem Heer gebruikt Bach dezelfde melodie als in Schaut hin, echter nu vijf tonen hoger om uiting te geven aan de stralende verheerlijking. In dit slotkoraal komt daarnaast ook de melodielijn van de Sinfonia weer terug.

### Opbouw
1. Sinfonia
2. Evangelist (tenor): Und es waren Hirten in derselben Gegend (Lucas 2:8-9: Niet ver daarvandaan brachten herders de nacht door in het veld, ze hielden de wacht bij hun kudde. Opeens stond er een engel van de Heer bij hen en werden ze omgeven door het stralende licht van de Heer, zodat ze hevig schrokken)
3. Koraal: Brich an, o schönes Morgenlicht
4. Evangelist (tenor): Und der Engel sprach zu ihnen (Lucas 2:10-11: De engel zei tegen hen: 'Wees niet bang, want ik kom jullie goed nieuws brengen, dat het hele volk met grote vreugde zal vervullen: vandaag is in de stad van David voor jullie een redder geboren. Hij is de Messias, de Heer)
5. Recitatief (bas): Was Gott dem Abraham verheißen
6. Aria (tenor): Frohe Hirten, eilt, ach eilet
7. Evangelist (tenor): Und das habt zum Zeichen (Lucas 2:12: Dit zal voor jullie het teken zijn: jullie zullen een pasgeboren kind vinden dat in een doek gewikkeld in een voederbak ligt)
8. Koraal: Schaut hin, dort liegt im finstern Stall
9. Recitatief (bas): So geht denn hin, ihr Hirten, geht
10. Aria (alt): Schlafe, mein Liebster, genieße der Ruh
11. Evangelist (tenor): Und alsobald war da bei dem Engel (Lucas 2:13: En plotseling voegde zich bij de engel een groot hemels leger dat God prees met de woorden:)
12. Koor: Ehre sei Gott in der Höhe (Lucas 2:14: Eer aan God in de hoogste hemel en vrede op aarde voor alle mensen die hij liefheeft)
13. Recitatief (bas): So recht, ihr Engel, jauchzet und singet
14. Koraal: Wir singen dir in deinem Heer

Tekst Und es waren Hirten in derselben Gegend

## Derde deel (voor derde kerstdag - Feria 3 Nativitatis Christi)
Deel 24 t/m 36 van het Kerstoratorium
Herrscher des Himmels, erhöre das Lallen is geschreven voor derde kerstdag. Hierin wordt het bezoek van de herders aan Jezus beschreven. In deze cantate staat vooral de dankbaarheid centraal.
Deel drie opent met een door pauken en natuurtrompetten begeleid koor, dat de koning van de hemel om verontschuldiging vraagt voor de, in vergelijking met de hemelse koren, stamelende tonen die als dank voor al het goede op aarde worden gezongen. Na het recitatief en het koor, wordt in het recitatief van de bas en het koraal opnieuw de dank bezongen voor alles wat God heeft gedaan. Sopraan en bas zingen vervolgens, begeleid door oboe d'amores, in een dansant duet dat Gods mededogen ons troost en ons vrij maakt. Na het recitatief van de Evangelist bezingt de alt – de stemsoort als symbool voor Maria - in een milde, als wiegelied getoonzette aria en begeleid door een expressieve vioolsolo, hoe het goddelijk wonder in haar hart wordt gesloten. Het derde deel wordt afgesloten met een herhaling van het koor Herrscher des Himmels.

### Opbouw
1. Koor: Herrscher des Himmels, erhöre das Lallen
2. Evangelist (tenor): Und da die Engel von ihnen gen Himmel fuhren (Lucas 2:15: Toen de engelen waren teruggegaan naar de hemel, zeiden de herders tegen elkaar:)
3. Koor: Lasset uns nun gehen (Lucas 2:15: Laten we naar Bethlehem gaan om met eigen ogen te zien wat er gebeurd is en wat de Heer ons bekend heeft gemaakt)
4. Recitatief (bas): Er hat sein Volk getröst
5. Koraal: Dies hat er alles uns getan
6. Aria duetto (sopraan, bas): Herr, dein Mitleid, dein Erbarmen
7. Evangelist (tenor): Und sie kamen eilend (Lucas 2:16-19: Ze gingen meteen op weg, en troffen Maria aan en Jozef en het kind dat in de voederbak lag. Toen ze het kind zagen, vertelden ze wat hun over dat kind was gezegd. Allen die het hoorden stonden verbaasd over wat de herders tegen hen zeiden, maar Maria bewaarde al deze woorden in haar hart en bleef erover nadenken)
8. Aria (alt): Schließe, mein Herze, dies selige Wunder
9. Recitatief (alt): Ja, ja, mein Herz soll es bewahren
10. Koraal: Ich will dich mit Fleiß bewahren
11. Evangelist (tenor): Und die Hirten kehrten wieder um (Lucas 2:20: De herders gingen terug, terwijl ze God loofden en prezen om alles wat ze gehoord en gezien hadden, precies zoals het hun was gezegd)
12. Koraal: Seid froh dieweil
13. Koor: Herrscher des Himmels, erhöre das Lallen

Tekst Herrscher des Himmels, erhöre das lallen

## Vierde deel (voor nieuwjaarsdag - Festo Circumcisionis Christi)

Besnijdenis van Jezus - Rembrandt

Deel 37 t/m 43 van het Kerstoratorium
Fallt mit Danken, fallt mit loben is geschreven voor nieuwjaarsdag.
Het gehele vierde deel geeft uiting aan het volgen van Christus. Het openingskoor roept op tot dank en lof. Dit openingskoor (Fallt mit Danken) is in 3/8-maat geschreven, als een zwierig menuet. Na de recitatieven van de Evangelist en die van de bas, gevolgd door een duet van sopraan en bas, zingt de sopraan de echo-aria Flößt mein Heiland. Deze aria is gecomponeerd als een Italiaanse giga. Het oorspronkelijke echo-spel uit de Herkules-cantate (BWV 213) is in het oratorium getransformeerd tot een dialoog tussen de gelovige ziel en de reddende Heer. 
Deel vier is het meest opzichzelfstaande deel van het oratorium: de toonsoort is F, er worden hoorns ingezet en in dit deel is de enige aria te vinden in de meer gebruikelijke 4/4-maat (Ich will nur dir zu Ehren leben), gecomponeerd als een 'ouderwetse' vierstemmige fuga met een gelijkwaardige partij voor tenor en instrumentale stemmen.

### Opbouw
1. Koor: Fallt mit Danken, fallt mit Loben
2. Evangelist (tenor): Und da acht Tage um waren (Lucas 2:21: Toen er acht dagen verstreken waren en hij besneden zou worden, kreeg hij de naam Jezus, die de engel had genoemd nog voordat hij in de schoot van zijn moeder was ontvangen)
3. Recitatief met koraal (sopraan, bas): Immanuel, o süßes Wort – Jesu, du mein liebstes Leben
4. Aria (sopraan, echo): Flößt, mein Heiland, flößt dein Namen
5. Recitatief met koraal (sopraan, bas): Wohlan, dein Name soll allein – Jesu, meine Freud und Wonne
6. Aria (tenor): Ich will nur dir zu Ehren leben
7. Koraal: Jesu richte mein Beginnen

Tekst Fallt mit Danken, fallt mit loben

## Vijfde deel (voor de zondag na Nieuwjaar - Dominica post Festum Circumcisionis Christi)

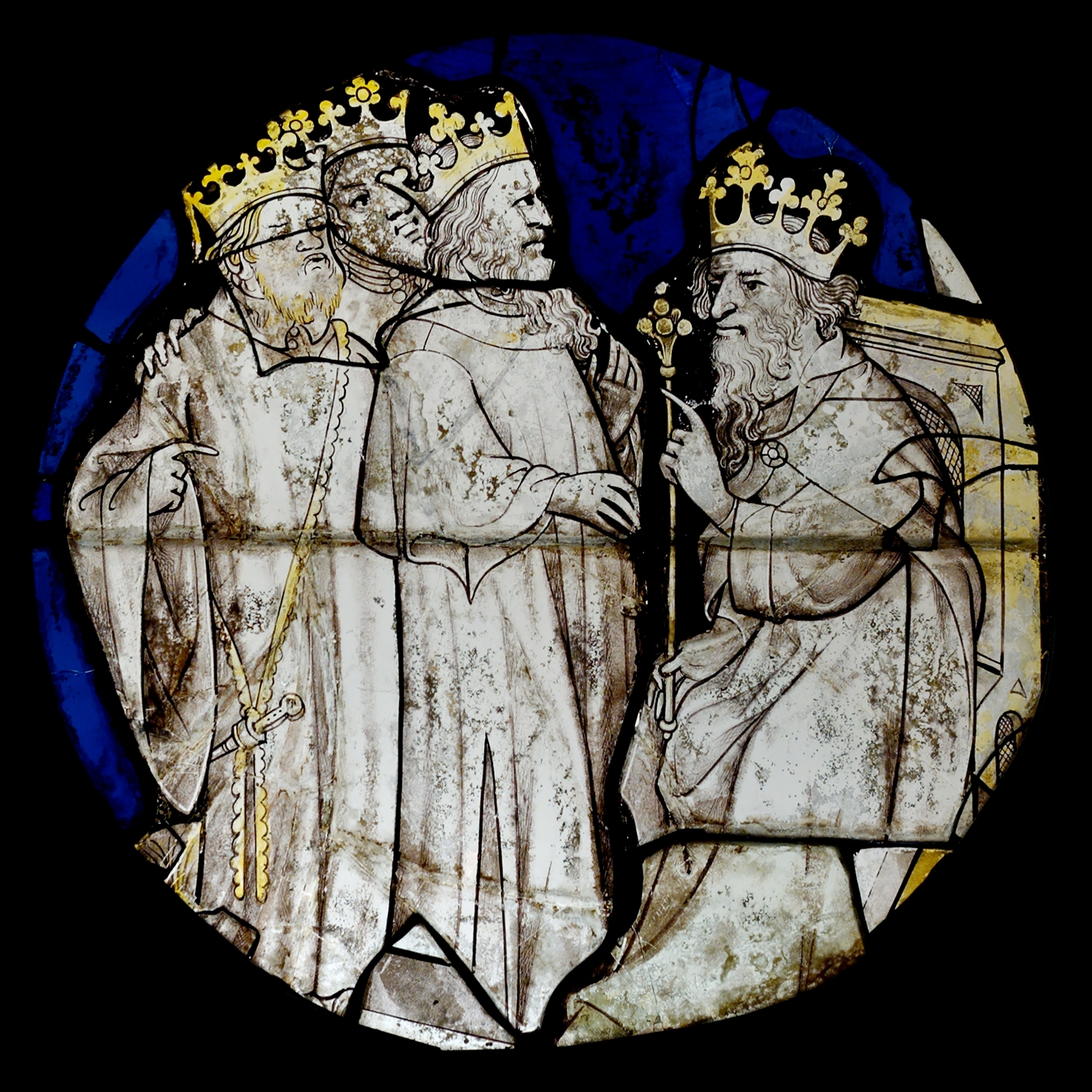
De Drie Wijzen bij Herodes; 15e-eeuws glas-in-lood - Musée national du Moyen Âge — Thermes et Hôtel de Cluny, Parijs

Deel 44 t/m 54 van het Kerstoratorium
In 1734/1735 was er geen zondag tussen kerst en Oudjaar, maar wel een tussen Oudjaar en Driekoningen. Ehre sei dir, Gott, gesungen werd gezongen op deze zondag na nieuwjaarsdag. In deze cantate wordt het bezoek van de drie wijzen uit het oosten aan koning Herodes behandeld. De cantate vertelt over het licht dat de wijzen hebben gezien. Het vijfde deel opent met een nieuw gecomponeerd koor in snel tempo, dat oproept om Gods glorie te bezingen, en waarin de oboe d'amores concerteren met de strijkers en alle instrumenten op hun beurt een dialoog aangaan met de zangers. Het recitatief van de Evangelist, het daarop volgende koor plus het recitatief van de alt en de rustig doorgaande aria van de bas bezingen het licht dat Christus heeft gebracht, gesymboliseerd door de ster die aan de wijzen verschijnt. Voordat dit deel wordt afgesloten door het recitatief van de alt en een koraal, worden in een terzet van sopraan, alt en tenor, begeleid door een soloviool, twijfels over wanneer de tijd van Christus' troost zal komen resoluut door de alt (=Maria) terzijde geschoven.

### Opbouw
1. Koor: Ehre sei dir, Gott, gesungen
2. Evangelist (tenor): Da Jesus geboren war zu Bethlehem (Matteüs 2:1: Toen Jezus geboren was in Bethlehem in Judea, tijdens de regering van Herodes, kwamen er magiërs uit het Oosten in Jeruzalem aan. Ze vroegen:)
3. Koor en recitatief (alt): Wo ist der neugeborne König der Jüden – Sucht ihn in meiner Brust (Matteüs 2:2: Waar is de pasgeboren koning van de Joden? Wij hebben namelijk zijn ster zien opgaan en zijn gekomen om hem eer te bewijzen)
4. Koraal: Dein Glanz all Finsternis verzehrt
5. Aria (bas): Erleucht auch meine finstre Sinnen
6. Evangelist (tenor): Da das der König Herodes hörte (Matteüs 2:3: Koning Herodes schrok hevig toen hij dit hoorde, en heel Jeruzalem met hem)
7. Recitatief (alt): Warum wollt ihr erschrecken
8. Evangelist (tenor): Und ließ versammlen alle Hohepriester (Matteüs 2:4-6: Hij riep alle hogepriesters en schriftgeleerden van het volk samen om aan hen te vragen waar de Messias geboren zou worden. 'In Bethlehem in Judea,' zeiden ze tegen hem, 'want zo staat het geschreven bij de profeet: "En jij, Bethlehem in het land van Juda, bent zeker niet de minste onder de leiders van Juda, want uit jou komt een leider voort die mijn volk Israël zal hoeden)
9. Aria (terzet sopraan, alt, tenor): Ach, wenn wird die Zeit erscheinen
10. Recitatief (alt): Mein liebster herrschet schon
11. Koraal: Zwar ist solche Herzensstube

Tekst Ehre sei dir, Gott, gesungen

## Zesde deel (voor Driekoningen of Openbaring van de Heer - Festo Epiphanias)

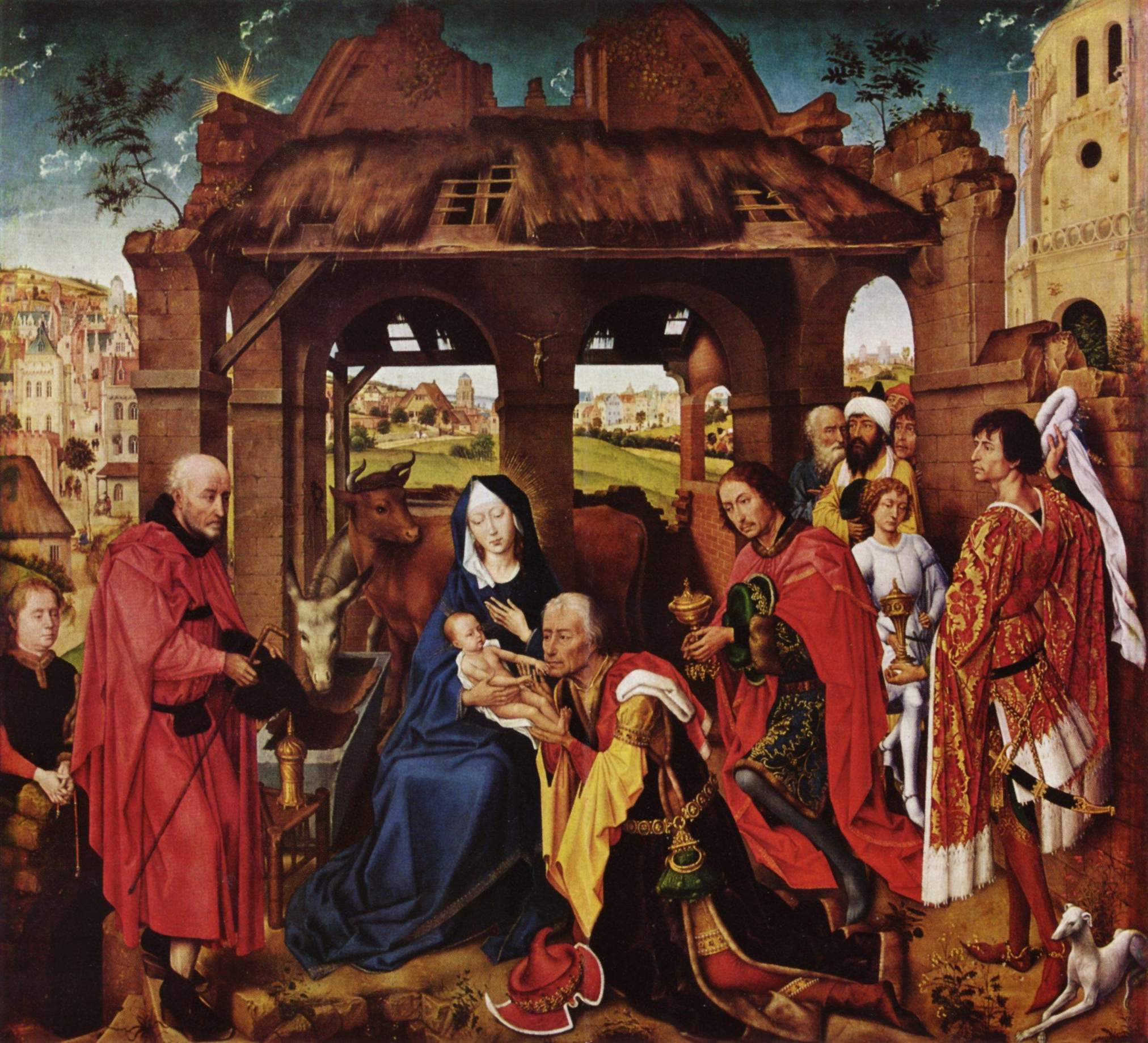
De Drie Wijzen - Rogier van der Weyden

Deel 55 t/m 65 van het Kerstoratorium
Herr, wenn die stolzen Feinde schnauben is geschreven voor Driekoningen en vertelt van het bezoek van de wijzen uit het oosten aan Jezus. In dit deel staat centraal dat de vijandelijke machten het Christuskind geen schade kunnen toebrengen. Bach maakte hier een koppeling naar het heden, door te stellen dat ook een gelovige, die zich onder Jezus’ bescherming stelt, veilig is.
In het openingskoor, een passepied, keren de pauken en trompetten uit deel één weer terug. Concertante delen worden afgewisseld met fuga's en canons. De 'stolzen Feinde' (de harde dissonanten) worden overwonnen door het geloof (de stralende akkoorden en trompetfanfares). Deel zes is een muzikale synthese van het oratorium als geheel: het openingskoor in 3/8-maat, de dansante ¾-maat voor de sopraanaria Nur ein Winken von seinem Händen, de galante 2/4-maat in de bruisende tenoraria Nun mögt ihr stolzen Feinde schrecken en de traditionelere 4/4-maat voor het slotkoraal. Dit slotkoraal is een stralend concertant deel met een prominente trompetpartij, waarbij Bach de koraalmelodie Herzlich tut mich verlangen – ook gebruikt voor het eerste koraal van het oratorium – gebruikt. In deel één nog met een tekst die de verwachting van Christus' komst uitdrukt, hier de triomfantelijke overwinning van Christus op het kwaad.

### Opbouw
1. Koor: Herr, wenn die stolzen Feinde schnauben
2. Evangelist (tenor, bas): Da berief Herodes die Weisen heimlich (Matteüs 2:7-8: Daarop riep Herodes in het geheim de magiërs bij zich; hij wilde precies van hen weten wanneer de ster zichtbaar geworden was, en stuurde hen vervolgens naar Bethlehem met de woorden: 'Stel een nauwkeurig onderzoek in naar het kind. Stuur mij bericht zodra u het gevonden hebt, zodat ook ik erheen kan gaan om het eer te bewijzen)
3. Recitatief (sopraan): Du Falscher, suche nur den Hern zu fällen
4. Aria (sopraan): Nur ein Wink von seinen Händen
5. Evangelist (tenor): Als sie nun den König gehöret hatten (Matteüs 2:9-11: Nadat ze geluisterd hadden naar wat de koning hun opdroeg, gingen ze op weg, en nu ging de ster die ze hadden zien opgaan voor hen uit, totdat hij bleef staan boven de plaats waar het kind was. Toen ze dat zagen, werden ze vervuld van diepe vreugde. Ze gingen het huis binnen en vonden het kind met Maria, zijn moeder. Ze wierpen zich neer om het eer te bewijzen. Daarna openden ze hun kistjes met kostbaarheden en boden het kind geschenken aan: goud en wierook en mirre)
6. Koraal: Ich steh an deiner Krippen hier
7. Evangelist (tenor): Und Gott befahl ihnen im Traum (Matteüs 2:12: Nadat ze in een droom waren gewaarschuwd om niet naar Herodes terug te gaan, reisden ze via een andere route terug naar hun land)
8. Recitatief (tenor): So geht! genug, mein Schatz geht nicht von hier
9. Aria (tenor): Nun mögt ihr stolzen Feinde schrecken
10. Recitatief (sopraan, alt, tenor, bas): Was will der Höllen Schrecken nun
11. Koraal: Nun seid ihr wohl gerochen

Tekst Herr, wenn die stolzen Feinde schnauben

## Geselecteerde discografie
Complete opnames van Bachs Kerstoratorium:
- Uitvoeringen met alleen jongens- en mannenstemmen (ook in het koor):
  - Solist Wiener Sängerknaben (sopraan), Paul Esswood (alt), Kurt Equiluz (tenor), Siegmund Nimsgern (bas) – Wiener Sängerknaben-Chorus Viennensis en Concentus musicus Wien o.l.v. Nikolaus Harnoncourt (Teldec – Das Alte Werk, 9031-77610-2 (2cd))
  - Hans Buchhierl (s), Andreas Stein (a), Theo Altmeyer (t), Barry McDaniel (b) – Tölzer Knabenchor en Collegium Aureum o.l.v. Gerhard Schmidt-Gaden (EMI, 3cd's, CDS 7491198)
- Uitvoeringen met vrouwen- en mannenstemmen:
  - Agnes Giebel (s), Charlotte Wolf-Matthäus (a), Helmut Krebs (t), Walter Hauck (b) - RIAS Kammerchor, RIAS Knabenchor en RIAS Kammerorchester o.l.v. Karl Ristenpart (Audite, 3cd, DBX10973)
  - Fritz Wunderlich (t), Christa Ludwig (a), Franz Crass (b), Gundula Janowitz (s) - Münchener Bach Chor, Münchener Bach Orchester o.l.v. Karl Richter (Archiv Produktion 4272 362)
  - Elly Ameling (s), Brigitte Fassbaender (a), Horst R. Laubenthal (t), Hermann Prey (b) - Chor des Bayerischen Rundfunks, Tölzer Knabenchor, Symphonieorchester des Bayerischen Rundfunks o.l.v. Eugen Jochum (Philips 4164 022)
  - Christine Schäfer (s), Bernarda Fink (a), Werner Güra (t), Gerald Finley en Christian Gerhaher (b) - Arnold Schönberg Koor en Concentus musicus Wien o.l.v. Nikolaus Harnoncourt (Deutsche Harmonia Mundi, 2CDSs, 8869 711225 2)
  - Barbara Schlick (s), Michael Chance (a), Howard Crook (t), Peter Kooy (b) – Koor en orkest van het Collegium Vocale Gent o.l.v. Philippe Herreweghe (Virgin Classics Veritas, 77775 95302)
  - Lisa Larson (s), Elisabeth von Magnus (a), Christoph Prégardien (t), Klaus Mertens (b) – The Amsterdam Baroque Orchestra & Choir o.l.v. Ton Koopman (Erato 0630-14635-2)
  - Dorothea Röschmann (s), Andreas Scholl (a), Werner Güra (t), Klaus Häger (b) – RIAS-Kammerchor en Akademie für Alte Musik Berlin o.l.v. René Jacobs (Harmonia Mundi, 2901630.31)
  - Johannette Zomer (s), Annette Markert (a), Gerd Türk (t), Peter Harvey (b) – Koor en Orkest van de Nederlandse Bachvereniging o.l.v. Jos van Veldhoven (Channel Records, CCS SA 20103)
  - Claron McFadden (s), Bernarda Fink (a), Christoph Genz (t), Dietrich Henschel (b) – Monteverdi Choir en English Baroque Soloists o.l.v. John Eliot Gardiner (TDK, dvd DVBacho)

## Ballet
Nadat de Amerikaans-Duitse choreograaf John Neumeier in 2007 reeds de eerste drie cantates van dans voorzag, maakte hij in 2013 een nieuwe avondvullende balletvoorstelling met het integrale Weihnachtsoratorium. Het slotkoraal van de laatste cantate verving hij wel door een herhaling van het beginkoor van de eerste cantate. Zonder letterlijk het kerstverhaal te brengen, blijft Neumeier dicht bij de meerlagige kerstsfeer die in de muziek van Bach en de tekst van Picander werden verwerkt: vreugde, vermoeidheid, spanning, eenzaamheid, troost, strijd, verlossing. Het vertrekpunt is een eenzame man die kerst probeert te vieren en het publiek meeneemt in een abstractere versie van het kerstverhaal. De originele muziek wordt door hem tussendoor aangevuld met korte deuntjes op mondharmonica. Een man en een vrouw die een kind op de wereld zetten verbreden de rol van Maria en Jozef. De altsolo wordt meestal door de vrouw verbeeld, de tenorsolo door de man. De bas- en sopraansolo worden verbeeld als engelen. Ook een herder, drie wijzen en Herodes krijgen een plaats in de voorstelling, maar zijn niet gekoppeld aan een solozanger. De snelle dansante koorpassages die Bach schreef, worden vertolkt door grote vinnige groepsdansen.